# Implosion

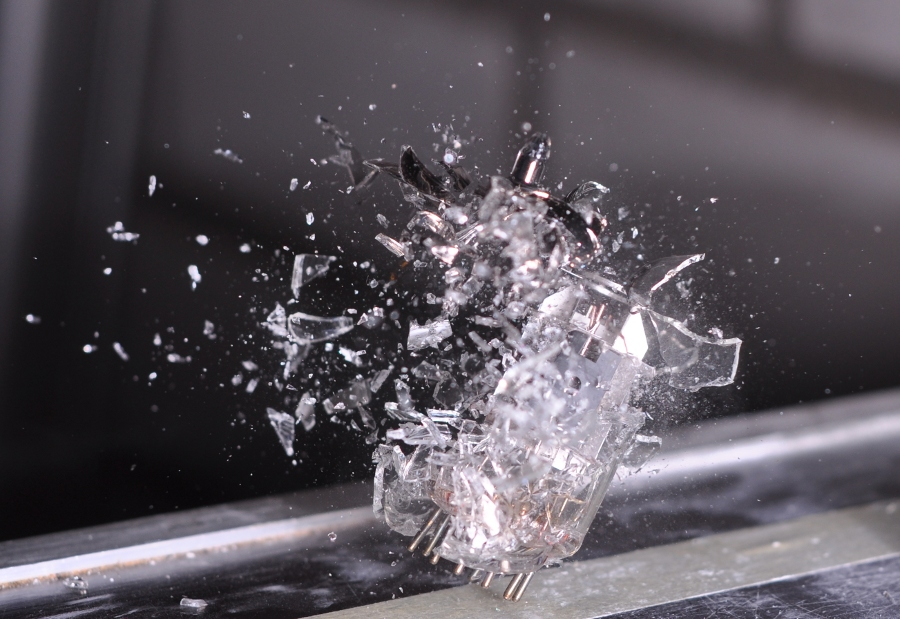
Implosion d'un tube à vide

Pour la bande dessinée, voir Implosion (Orbital).
L'implosion est symétrique de l'explosion : elle libère de l'énergie pendant une 'réduction' du volume d'un objet (en général par rupture de son enveloppe), l'explosion fait de même pendant une augmentation rapide du volume. L'énergie libérée correspond à l'énergie potentielle due à la différence de pression entre l'intérieur et l'extérieur (qui au surplus contribue à l'énergie potentielle élastique dans la coque), qui peut être considérable. La libération de l'énergie se traduira sous la forme de projections de débris (d'abord vers l'intérieur, mais ensuite vers l'extérieur en poursuivant leur course dans la même direction ou en rebondissant les uns sur les autres) et une intense chaleur éventuellement capable de générer des incendies. Les effets d'une implosion sont donc très similaires à ceux d'une explosion et la confusion est possible ; certains engins militaires utilisent l'implosion.
L'implosion peut être provoquée par différentes causes : la pression extérieure qui augmente au-delà de la résistance de l'objet, ou la résistance de l'objet qui se réduit (suite par exemple à une cause externe comme un choc ou un changement de température, ou interne comme une fatigue du matériau sapant progressivement sa résistance) en deçà du minimum requis pour résister à la pression.
L'énergie libérée (en joule) est le produit de la différence de pression (en pascals) par le volume (en mètres cubes). Exemples :
- Pour un tube cathodique[1], pour lequel la différence de pression est de l'ordre de 100 000 Pa et le volume se mesure en litres (1/1000 de m3), l'énergie est de l'ordre de 100 joules par litre, comparable à celle d'un tir d'arme à feu.
- Pour un sous-marin à 1 000 mètres de profondeur, où la différence de pression est environ 100 fois plus grande que dans le cas précédent et où les volumes se mesurent en m3, l'énergie libérée est de l'ordre de dix millions de joules par mètre cube, comparable à celle de l'explosion de 2,5 kg de TNT pour chaque mètre cube (donc environ 25 kg de TNT pour 10 m3). Elle varie comme la pression selon la profondeur (la moitié à 500 mètres, le double à 2 000 mètres).
- La bombe A à assemblage par implosion (en opposition à l'assemblage par insertion) utilise le principe de l'implosion pour atteindre la disposition supercritique, qui déclenchera la réaction de fission et donc l'explosion.